# Pärnu

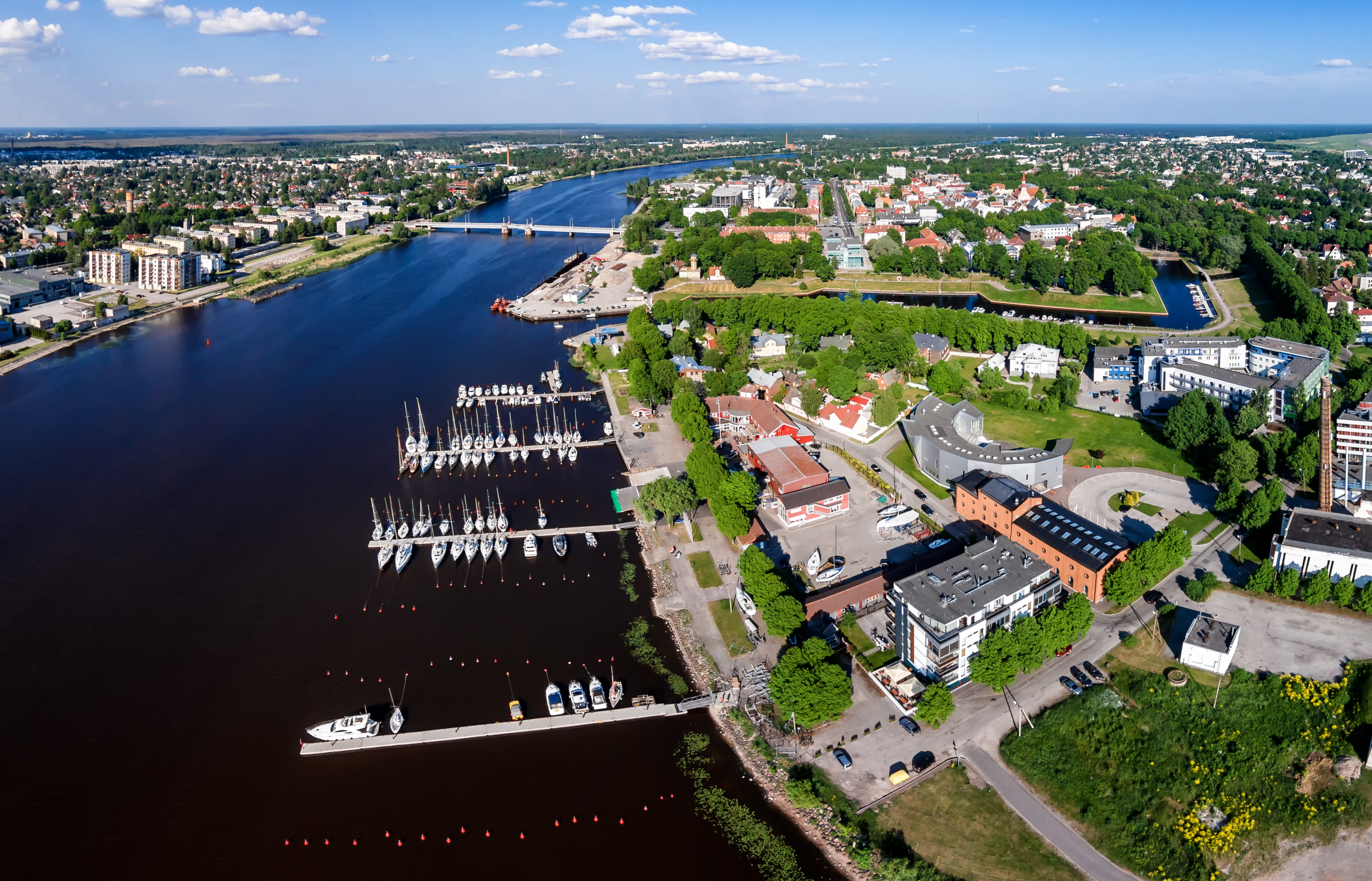
Pärnu aus der Vogelschau

Pärnu (deutsch Pernau) ist eine estnische Hafenstadt mit 52.812 Einwohnern (2025) und ein wichtiges Seebad im gleichnamigen Kreis.

## Geografie

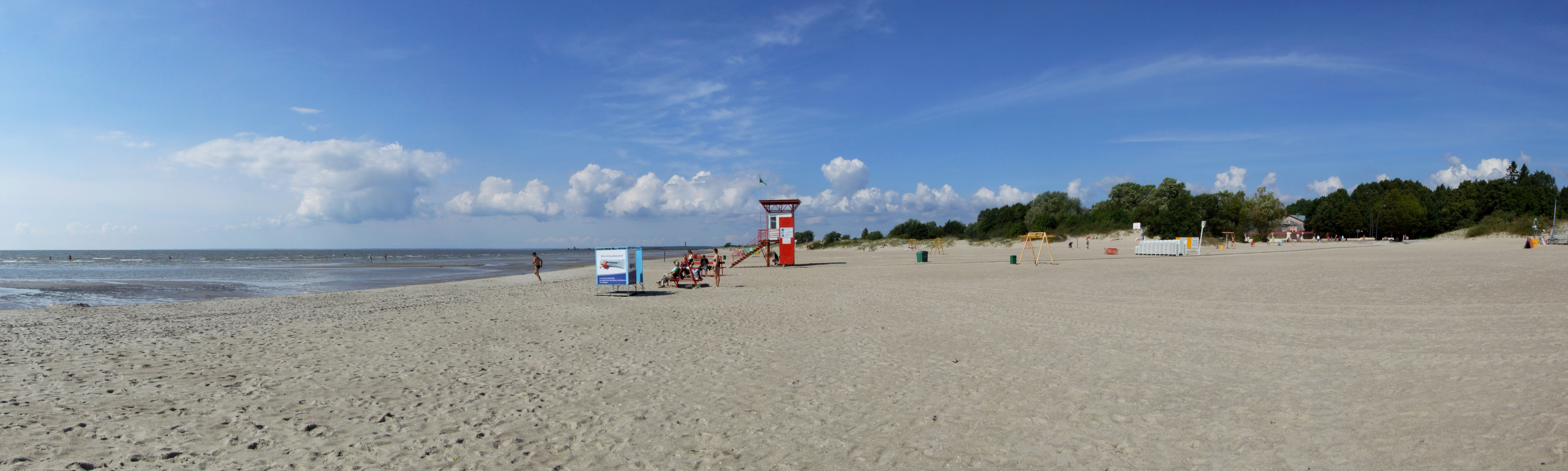
Am Strand von Pärnu

Pärnu liegt an der Mündung des gleichnamigen Flusses. Die Stadt hat einen etwa drei Kilometer langen Sandstrand am nördlichen Ausläufer des Rigaischen Meerbusens.

## Geschichte
Die Stadt wurde 1251 vom Deutschen Orden als Pernau gegründet, die Ordensburg um 1265 erstmals erwähnt. Pernau wurde Mitglied der Hanse (als eisfreier Hafen sehr wichtig in Livland). Es war seit 1617 in schwedischem Besitz und erlebte eine kulturelle und wirtschaftliche Blütezeit.
Die Universität Tartu (Dorpat) hatte hier von 1699 bis 1710 zeitweise ihren Sitz unter dem Namen „Academia Gustavo Carolina“ und unterhält hier heute ein Kolleg (etwa 1.000 Studenten im Studienjahr 2004/05).
Die Stadt kam dann nach der Eroberung durch russische Truppen im Zuge der Belagerung von Pernau während des Großen Nordischen Kriegs im Frieden von Nystad 1721 zum Russischen Kaiserreich (Gouvernement Livland). Schon unter schwedischer Herrschaft war begonnen worden, Pernau zur Festungsstadt auszubauen, was unter russischer Herrschaft fortgesetzt wurde. Im Jahr 1835 wurde der Status als Festungsstadt wieder aufgehoben.
Im 18. und 19. Jahrhundert wurde der Rohstoffhandel für Pernau immer bedeutender, während der Seeblockade in der Napoleon-Zeit kam es jedoch zu einem Niedergang der Handelsstadt.
1838 öffnete in Pärnu die erste Badeanstalt ihre Türen. Auf dem Gelände des ehemaligen Festungsrings entstand in den folgenden Jahrzehnten ein Grüngürtel mit zahlreichen Parkanlagen. Nach und nach entwickelte sich die Stadt zum Badekurort. Der Aufschwung des Kurbetriebs setzte sich zur Zeit der Estnischen Republik nach 1920 fort und viele Badekurgäste reisten auch aus dem Ausland an, insbesondere aus Schweden, Deutschland und Lettland. Pernau war als Heil- und Seebad mit Schlammbädern und langen Sandstränden bekannt.
1939/40 verließen – wie im Ribbentrop-Molotow-Pakt festgelegt – die deutschen Einwohner von Pernau die Stadt. 1940 wurde sie von der Roten Armee besetzt und Teil der Estnischen Sowjetrepublik. Im Juli 1941 erfolgte die Besetzung durch die deutsche Wehrmacht. Durch sowjetische Luftangriffe und mit Einrücken der Roten Armee im September 1944 wurde die Stadt weitgehend zerstört. Nach dem Krieg erfolgte die Restaurierung der alten Bausubstanz.
Auch zur Zeit der Sowjetunion lief der Kurbetrieb weiter, trotz erheblicher Verschmutzung des Flusses Pärnu und der angrenzenden See. Einer der berühmtesten Kurgäste war der Geiger David Oistrach, der in den Sommern 1954 bis 1971 in Pärnu Urlaub machte. Nach Wiedererlangung der Unabhängigkeit Estlands wurde Pärnu im Juni 1996 wieder zur „offiziellen Sommerhauptstadt“ Estlands ernannt. Die Wasserverschmutzung war 1993 mit dem Bau einer modernen Kläranlage beseitigt worden.
2017 wurden die Gemeinden Estlands neu gegliedert. Dadurch vergrößerte sich die Fläche von Pärnu erheblich und zahlreiche umliegende Dörfer wurden in die eigentliche Stadt eingegliedert.

## Bevölkerung
| 1881                                                              | 1897   | 1922   | 1934   | 1959   | 1970   | 1979   | 1989   | 2000   | 2009   | 2017 (1) | 2017 (2) |
| ----------------------------------------------------------------- | ------ | ------ | ------ | ------ | ------ | ------ | ------ | ------ | ------ | -------- | -------- |
| 12.966                                                            | 12.898 | 18.499 | 20.334 | 22.367 | 50.224 | 54.051 | 53.885 | 46.476 | 44.024 | 39.497   | 50.426   |
| Angaben 2017 vor (1) und nach (2) der Neugliederung der Gemeinden |        |        |        |        |        |        |        |        |        |          |          |

## Tourismus

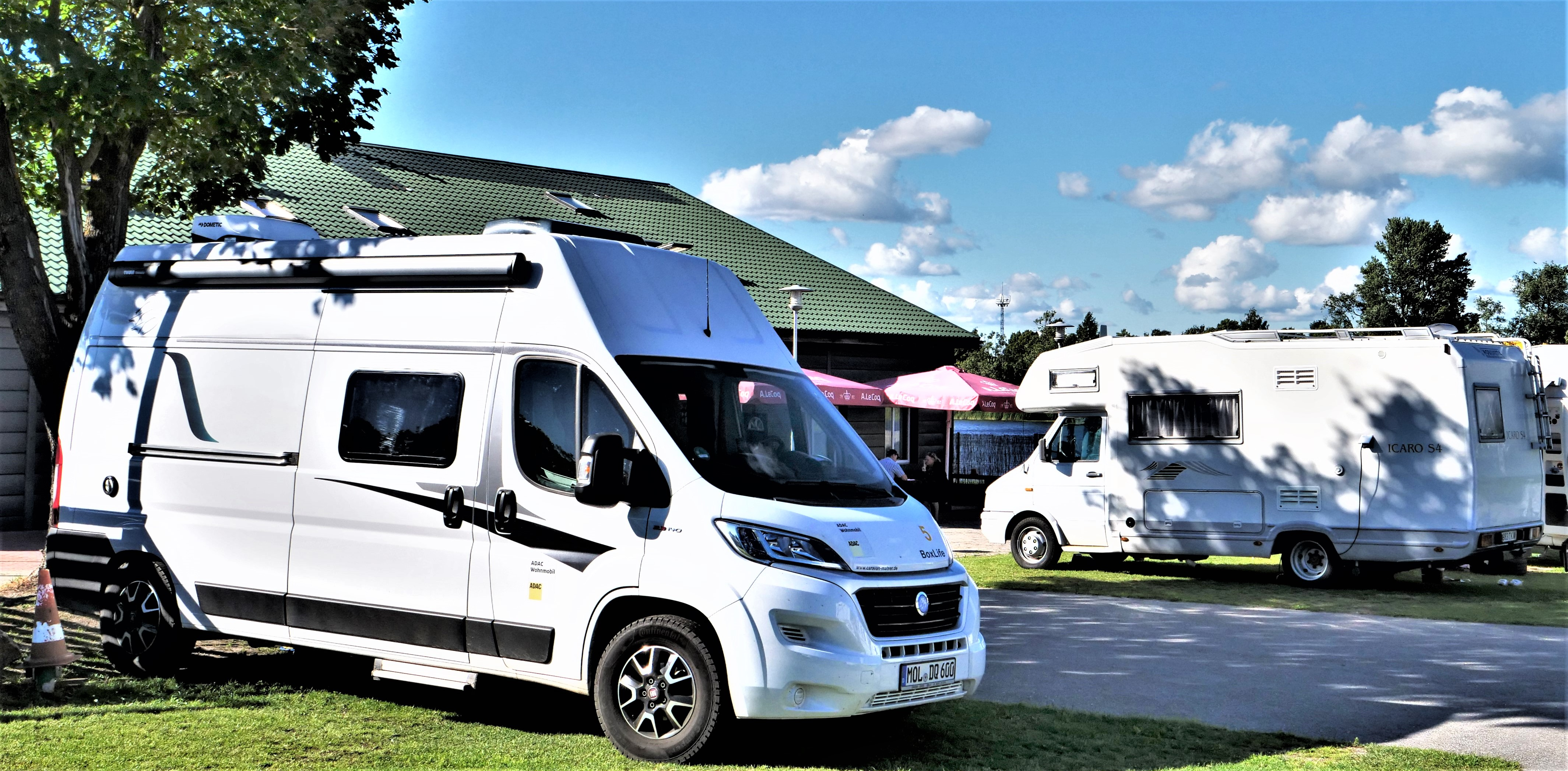
Caravan-Camping am Fluss in Pärnu

Die Lage, das Klima und der Strand machten Pärnu spätestens seit Eröffnung der ersten Badeanstalt im Jahr 1838 zu einem beliebten Kur- und Badeort. Auch heute noch wird die Stadt gelegentlich als „estnische Sommerhauptstadt“ bezeichnet: Der Bürgermeister von Tallinn übergibt zum Beginn der Sommersaison symbolisch die Hauptstadtrechte an den Bürgermeister von Pärnu. Die meisten Touristen sind Esten, Finnen, Deutsche und – wie auch schon vor dem Zweiten Weltkrieg – Schweden. Die Stadt besitzt einen großen Yachthafen und einen Flughafen.

## Kultur und Sehenswürdigkeiten
Sehenswert in der Altstadt sind die Elisabeth- und die Katharinenkirche, der Rote Turm, die Villa Ammende und das Tallinner (Revaler) Tor. Am Strand südlich der Innenstadt sind der 1880 erbaute Kursaal und die Kuranlagen von 1890, die heute noch in Betrieb sind, beachtenswert.

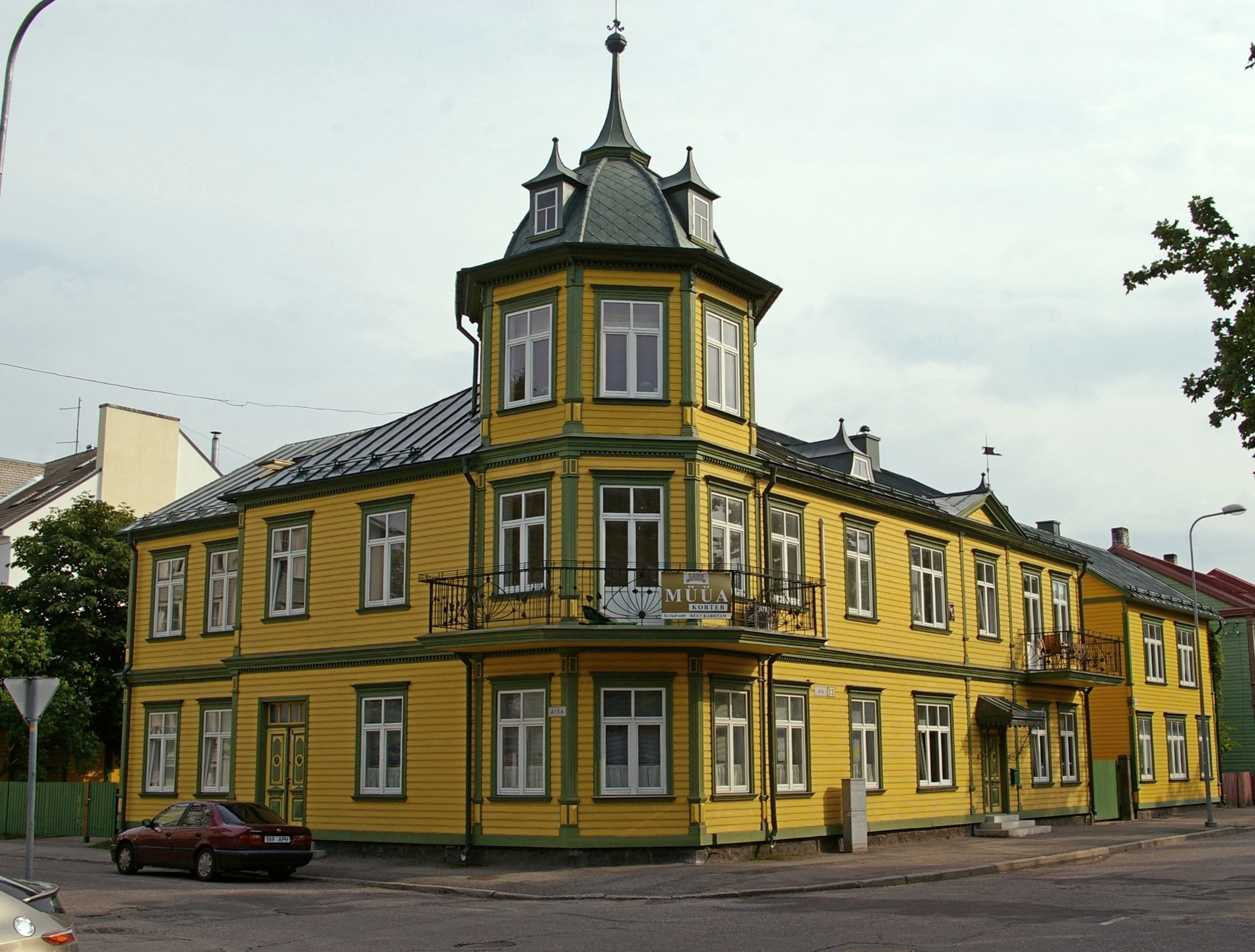
Typisches Holzhaus
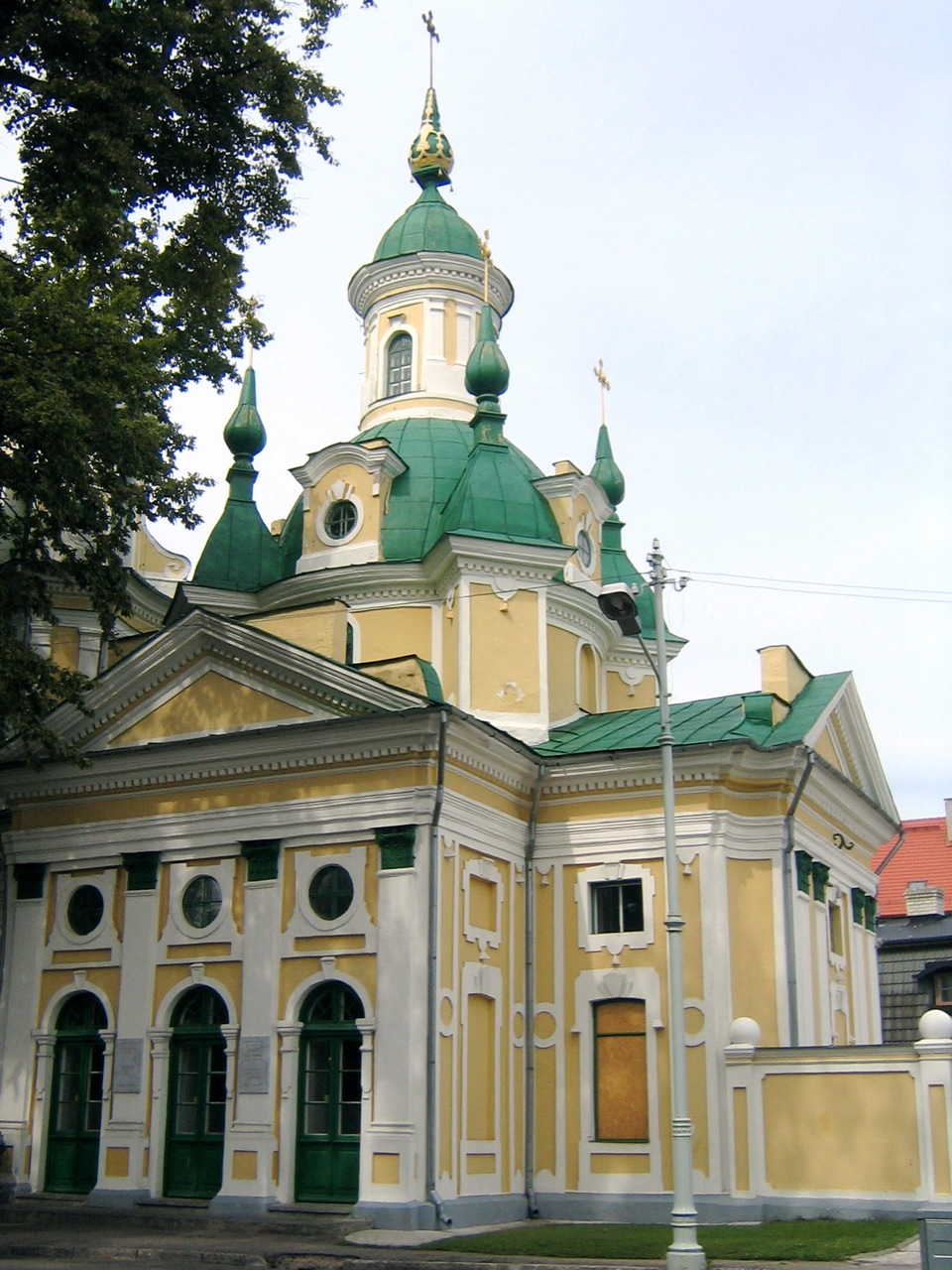
Orthodoxe Kirche
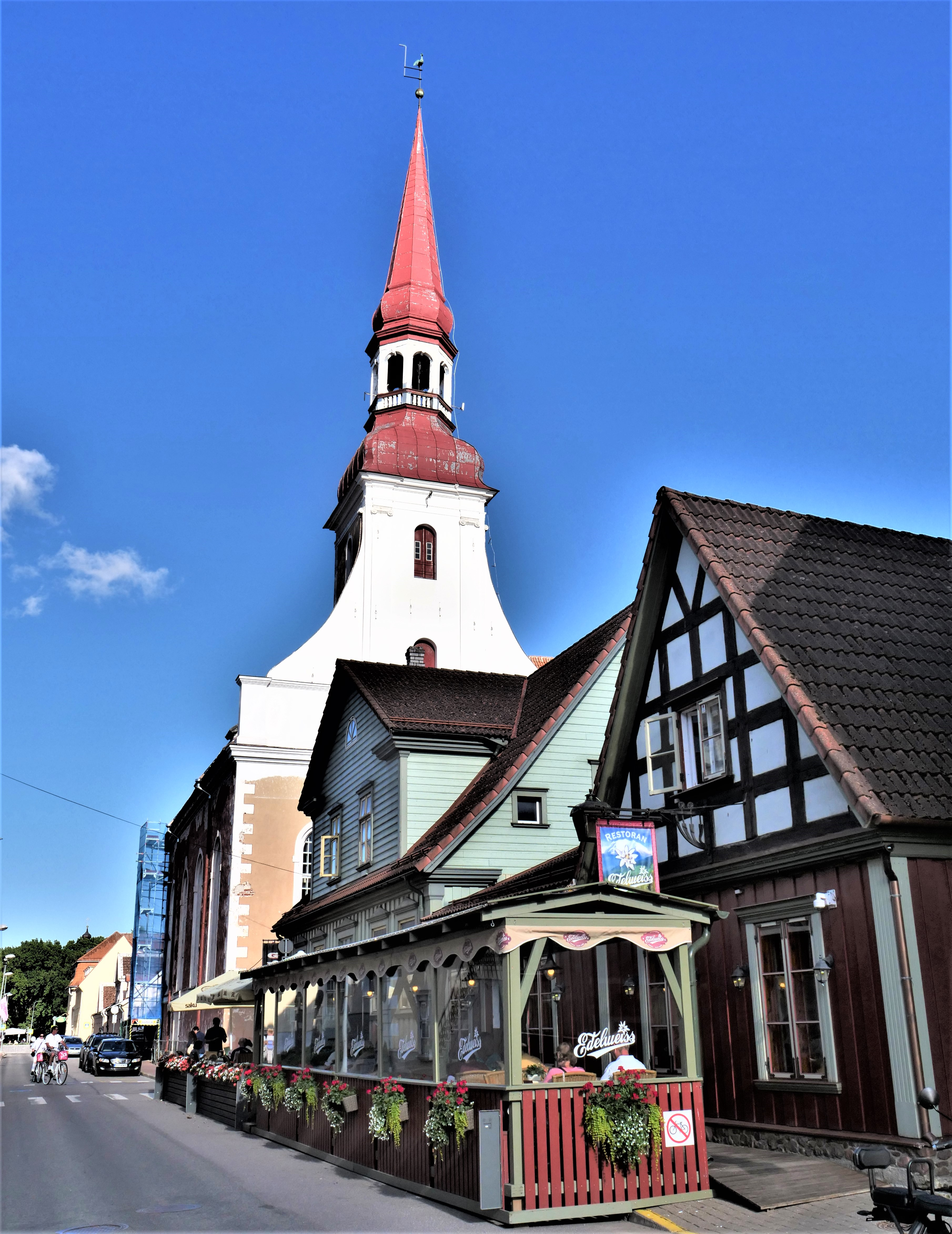
Straßenzug mit Elisabeth-Kirche
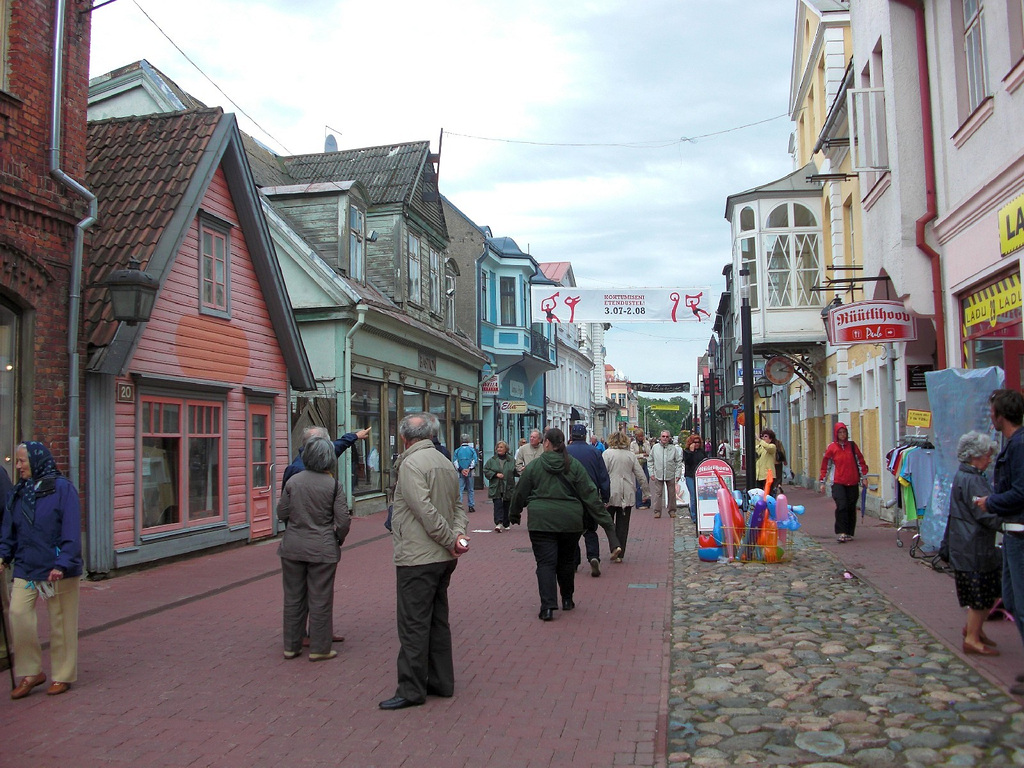
Belebter Straßenzug
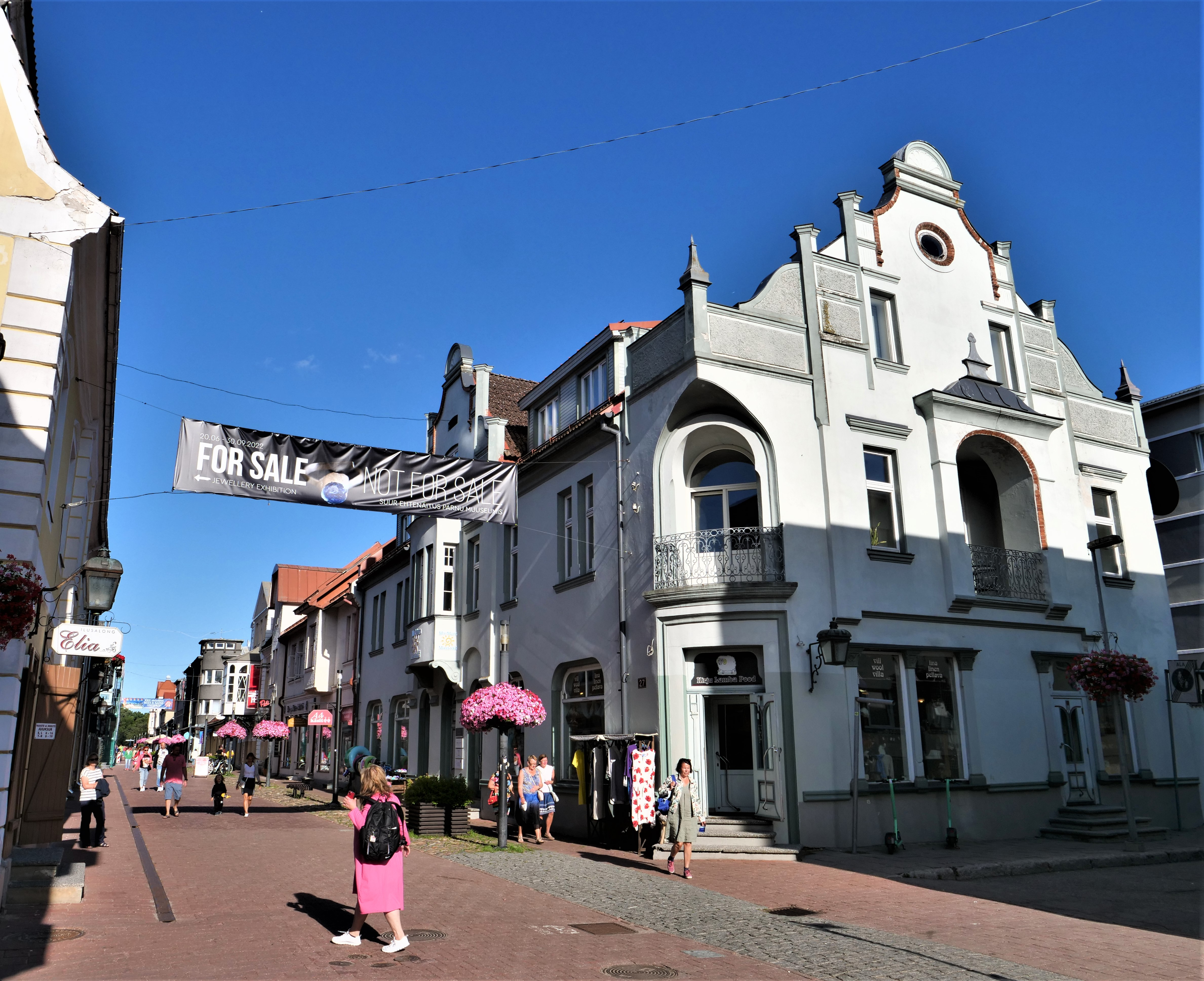
Straßenszene
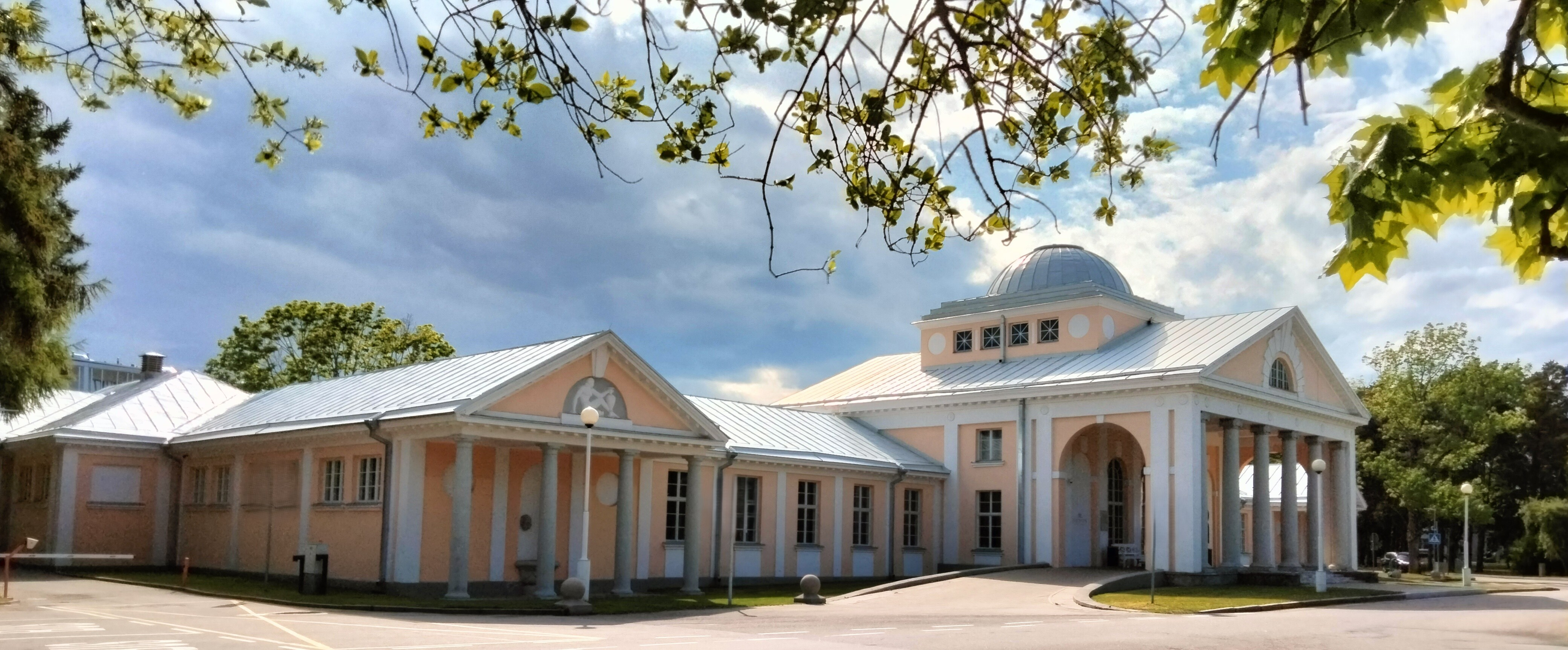
Kursaal
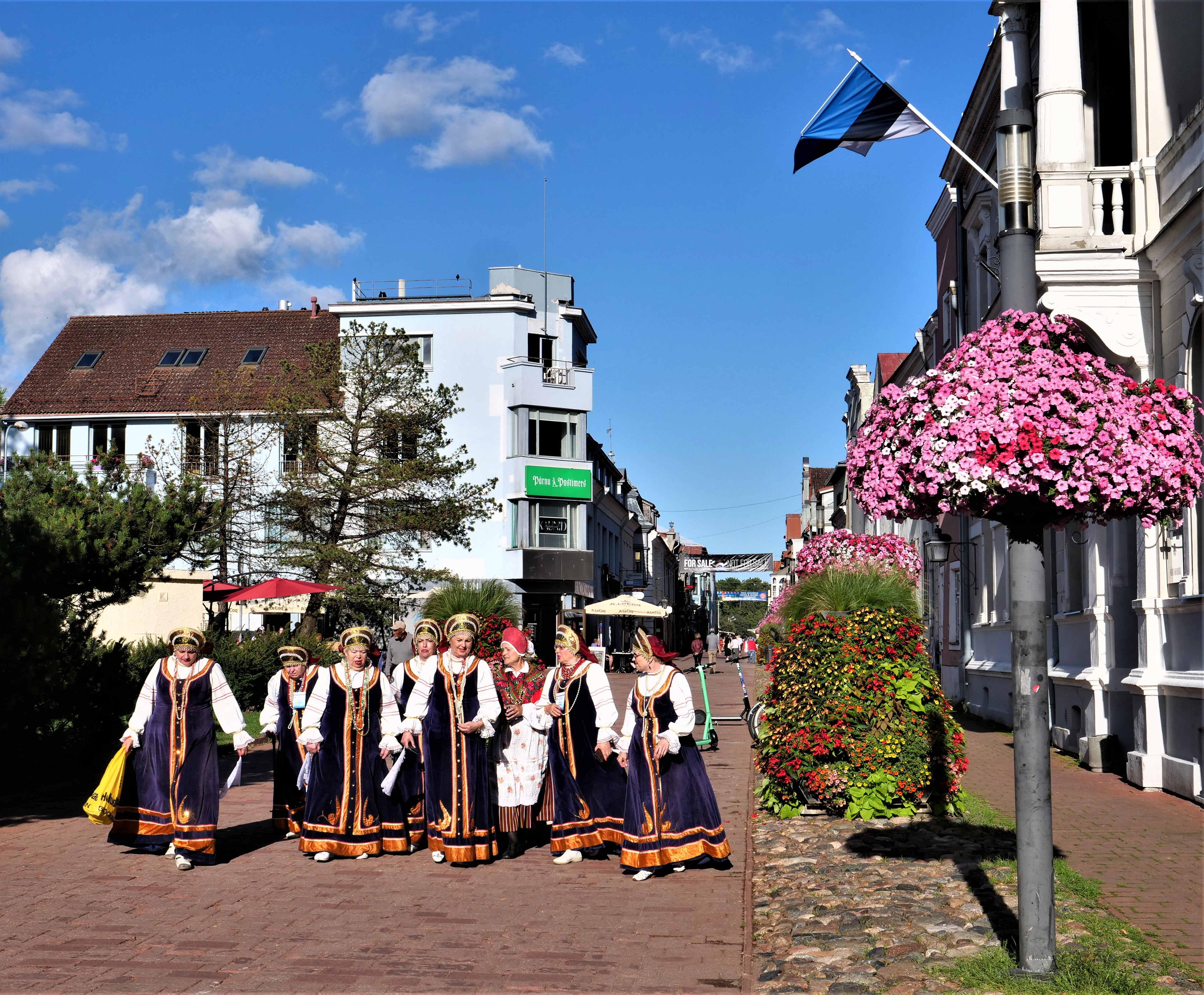
Trachtengruppe
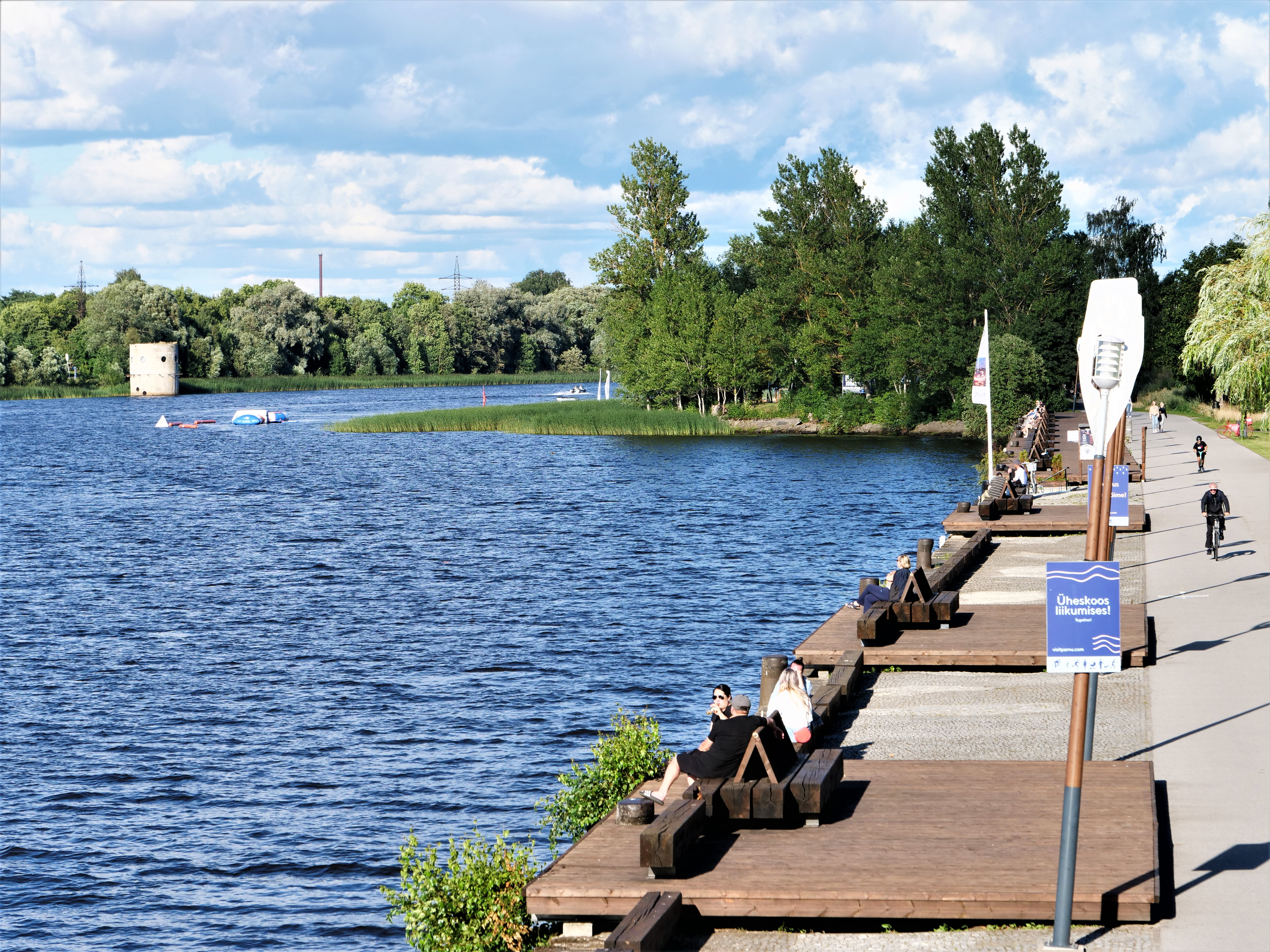
Am Fluss Pärnu

Im neuen Konzerthaus der Stadt findet jeden Sommer das internationale David-Oistrach-Festival statt. Ferner findet jeweils im Juli das Pärnu International Documentary Film Festival statt. Im Juni 2010 war Pärnu als Mitglied der „modernen Hanse“ außerdem Gastgeber der 30th International Hanseatic Days.

### Denkmal für die Ausrufung der Unabhängigkeit der Republik Estland

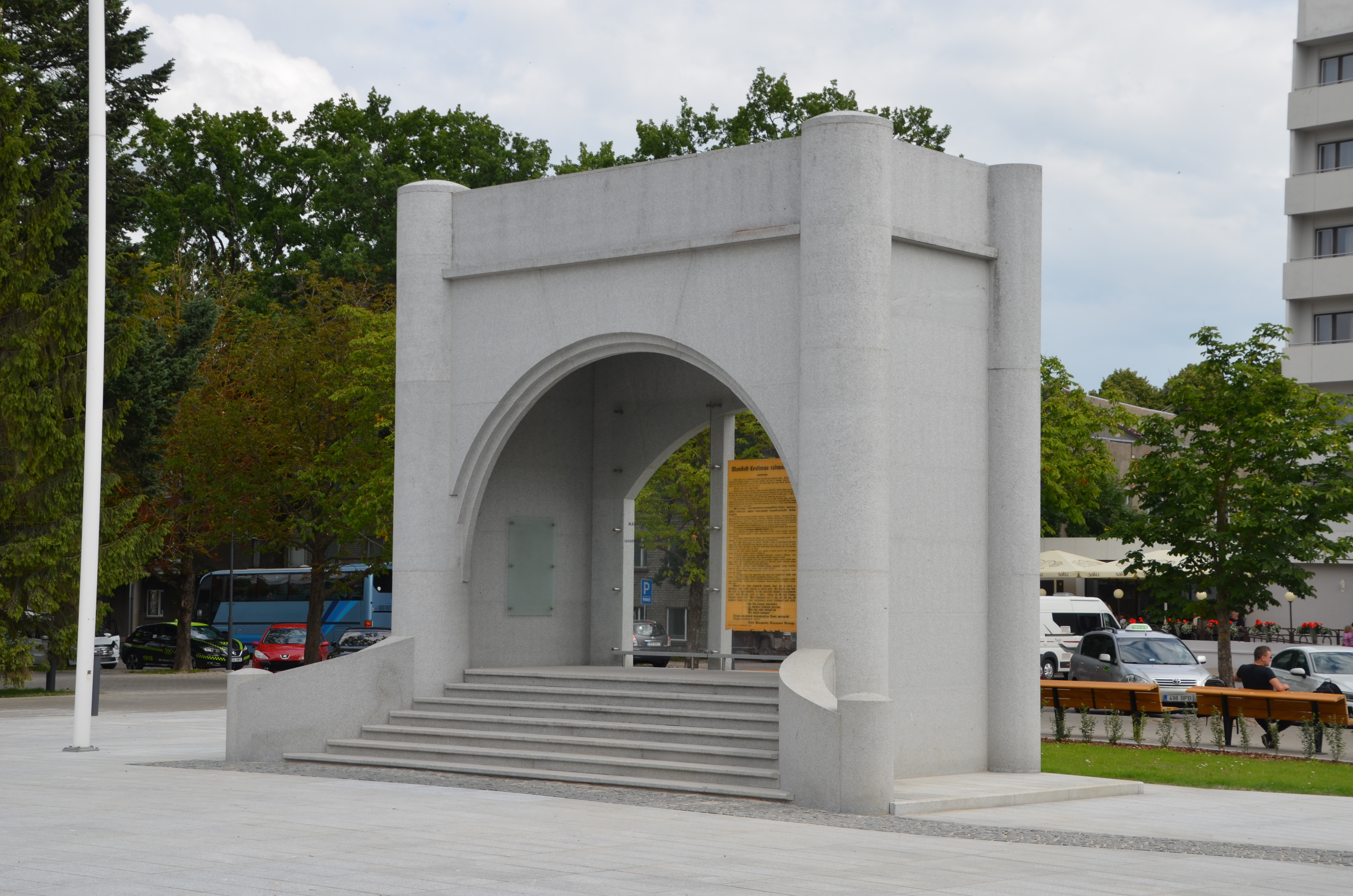
Denkmal für die Ausrufung der Unabhängigkeit der Republik Estland in Pärnu

Das Manifest an alle Völker Estlands wurde am 23. Februar 1918 erstmals öffentlich vom Balkon des Theater- und Gesellschaftshauses Endla vorgelesen, das damals an Stelle des heutigen Hotels Pärnu stand. Das Denkmal symbolisiert diesen Balkon und der Text wird in verschiedenen Sprachen (u. a. auch in Braille-Schrift) präsentiert.

### Estonia-Gedenkstätte
Die Gedenkstätte für die 1994 beim Untergang des Fährschiffes Estonia Gestorbenen mit einer zwölf Meter hohen Skulptur wurde im Jahr 1997 von Mati Karmin und Tiit Trummal geschaffen. Ein langes, mit Granit eingefasstes Kiesbeet führt zu einer erhöhten quadratischen Plattform. Auf dieser steht ein schwarzer Gedenkstein, über dem sich ein filigraner schwarzer „Baldachin“ aus zwei ineinander verschränkten „Toren“ aus Stahl erhebt. Im Baldachin schwebt ein schräg liegendes versilbertes Stahlkreuz.

### Kriegsgräberstätten
1993 wurde ein deutscher Soldatenfriedhof bei Pärnu eingeweiht, als letzte Ruhestätte für 960 Gefallene beider Weltkriege. In der Nähe befindet sich ein Gräberfeld mit estnischen Kriegstoten aus den Jahren 1919/20.

### Waffen-SS-Kriegerdenkmal
2002 ließ die Stadt ein Kriegerdenkmal errichten, das einen estnischen Soldaten in der Uniform der Waffen-SS zeigt, der sein Gewehr gegen Russland richtet, mit der Inschrift: „Im Gedenken an alle estnischen Soldaten, die im Zweiten Weltkrieg für die Befreiung ihrer Heimat und für ein freies Europa 1940-1945 gefallen sind“. Nach Protesten erklärte Romek Kosenkranikus, ein Vertreter der Stadtregierung: „Die Stadt ist nicht sehr froh über das Denkmal, aber wir lehnen es auch nicht ab.“ Später wurde das Denkmal doch demontiert und im August 2004 kurzzeitig in der Stadt Lihula wieder errichtet, bevor es nach wenigen Tagen auch dort abgebaut und eingelagert wurde.

## Politik

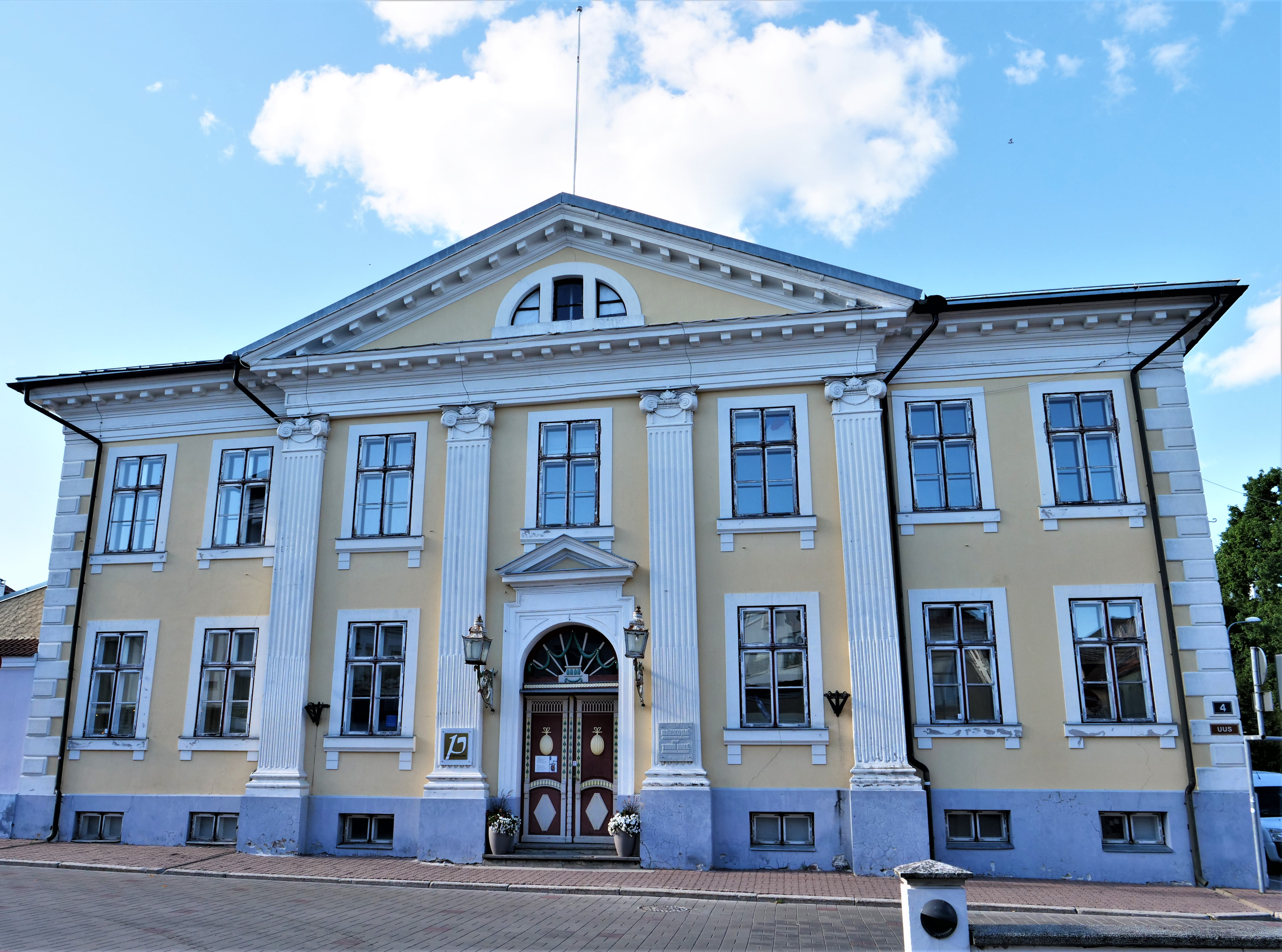
Ehemaliges Rathaus von Pärnu

### Wappen
Beschreibung: In Blau eine weiße Wolke im rechten Obereck, aus der ein rot bekleideter Arm hervorragt und ein goldenes Kreuz mit einseitig geschrägten Kreuzarmen hält. Links schwebt ein mit dem Bart zur Schildmitte zeigender goldener Schlüssel mit einer Dreipassreite.

### Städtepartnerschaften

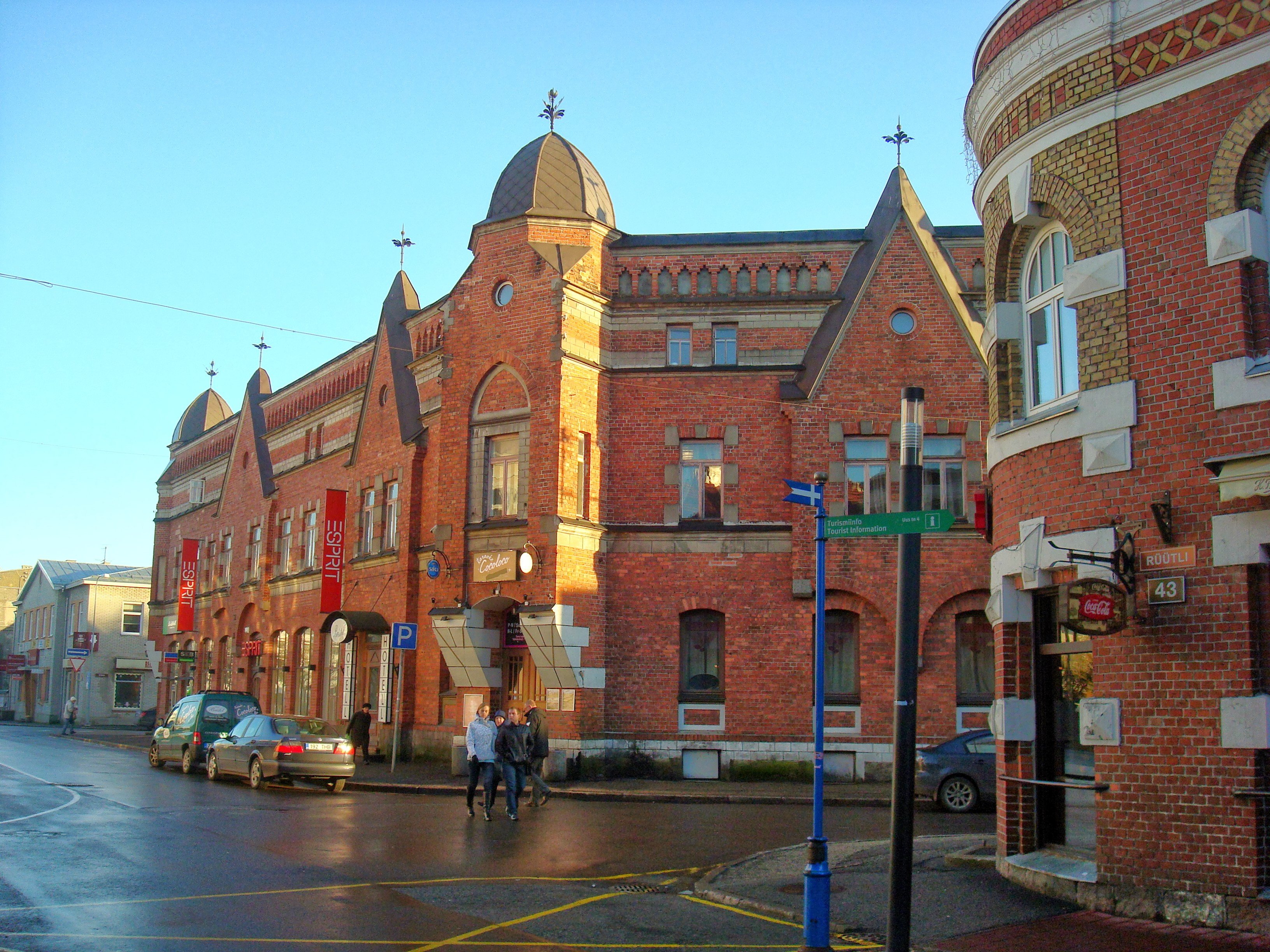
Zentrum der Stadt

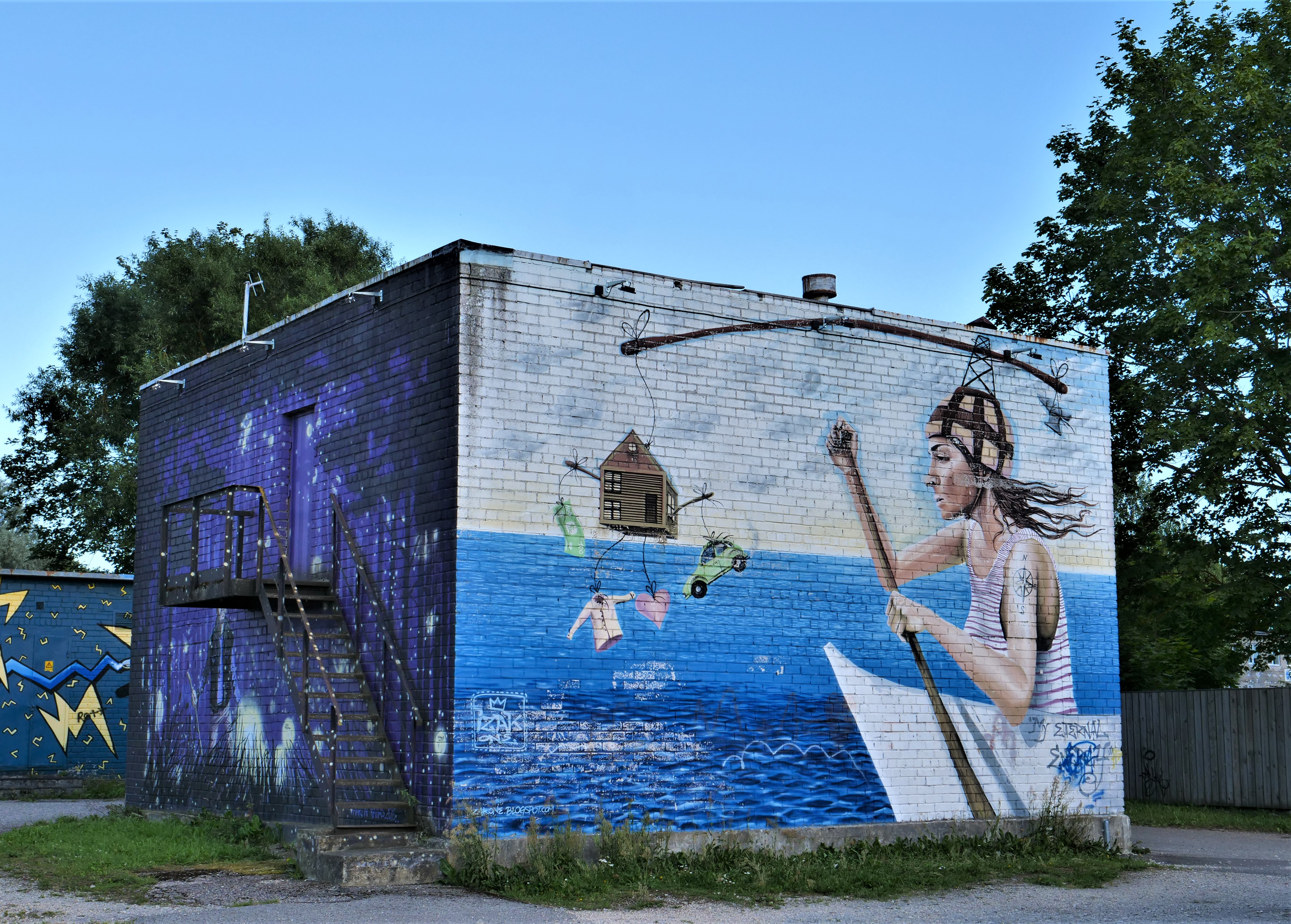
Wand-Graffiti in Flussnähe

Pärnu unterhält Beziehungen zu folgenden Partnerstädten:
- Šiauliai (Litauen), seit 1992
- Jelgava (Lettland), seit 1957
- Gran (Norwegen), seit 1992
- Helsingborg (Schweden), seit 1989
- Södertälje (Schweden), seit 1989
- Oskarshamn (Schweden), seit 1989
- Vaasa (Finnland), seit 1956
- Helsingør (Dänemark), seit 1991
- Siófok (Ungarn), seit 1991
- Ocean City, Maryland (USA), seit 2003
- Portsmouth, New Hampshire (USA), seit 1999
- Sotschi (Russland), seit 1994

Weitere partnerschaftliche Beziehungen bestehen zu
- Palanga (Litauen) – seit 1990
- Jūrmala (Lettland) – seit 1990
- Drammen (Norwegen) – seit 1994
- Nowgorod (Russland) – seit 1996
- Murmansk (Russland) – seit 1999
- Odessa (Ukraine)
- Jalta (Ukraine)

Außerdem gehört die Stadt dem Städtebund Neue Hanse sowie der Union baltischer Städte (Union of Baltic Cities) an.

## Verkehr
Pärnu liegt direkt an der Nationalstraße 4 von Riga nach Tallinn, die Teil der Europastraße 67 (Via Baltica, Prag – Helsinki) ist. Hier beginnt auch die Nationalstraße 5, die nach Rakvere führt. Im Nordwesten der Stadt liegt der Flughafen Pärnu. Zwischen 1928 und dem 9. Dezember 2018 bestand eine Zugverbindung mit Tallinn, die jedoch wegen der heruntergekommenen Infrastruktur eingestellt werden musste. Die weiterführende Strecke nach Riga war schon länger nicht mehr in Betrieb. Im Rahmen des Projekts Rail Baltica ist geplant, Pärnu wieder an das europäische Eisenbahnnetz anzuschließen. Die neuen Hochgeschwindigkeitszüge sollen hier dann auf europäischer Normalspur auf ihrem Weg von Tallinn nach Riga halten.
Die Baugenehmigung für die Herstellung des neuen Bahnhofes an der künftigen neuen Rail-Baltica-Strecke wurde im Mai 2023 erteilt.

## Bildung
In Pärnu befinden sich eine Außenstelle der privaten Estonian Entrepreneurship University for Applied Sciences sowie unter anderem die Deutsche Technologieschule Pärnu (Pärnu Saksa Tehnoloogiakool) der Stiftung Bildung & Handwerk.

## Söhne und Töchter der Stadt
- Georg Wilhelm Richmann (1711–1753), Physiker
- Johann Philipp Roth (1754–1818), evangelischer Geistlicher, Literat und Volkspädagoge
- Johann Reinhold von Lenz (1778–1854), Schauspieler und Dichter
- Carl Gustav Jochmann (1789–1830), Publizist
- Friedrich Julius von Baltz (1800–1873), Militäringenieur und Brückenbau-Ingenieur
- Gustav Fabergé (1814–1893), Goldschmied
- Julius Otto Grimm (1827–1903), Musikdirektor, Komponist
- Eugen Dücker (1841–1916), Maler Prof. An der Düsseldorfer Malakademie
- Friedrich Fromhold Martens (1845–1909), Völkerrechtler
- Marie Duecker (1847–1947), Malerin und Mallehrerin
- Harry Jannsen (1851–1913), Journalist
- Eugen Friedrich Reinhold Jannsen (1853–1930), Arzt und gesellschaftlicher Aktivist
- Alexander Enmann (1856–1903), deutsch-baltischer Althistoriker
- Theodor Scheinpflug (1862–1919), deutsch-baltischer Pastor und evangelischer Märtyrer
- Hedda von Schmid (1864–1921), deutsche Schriftstellerin
- Nicolai Guleke (1878–1958), deutsch-baltischer Chirurg
- Harald Cosack (1880–1960), deutsch-baltischer Historiker, Übersetzer und Hochschullehrer
- Olev Siinmaa (1881–1948), Architekt
- Elisabeth Kaerrick (1886–1966), Dostojewski-Übersetzerin ins Deutsche
- Herbert Hahn (1890–1970), Anthroposoph
- Ewald Ammende (1893-1936), deutsch-baltischer Publizist und Politiker
- Nikolai Karotamm (1901–1969), kommunistischer sowjet-estnischer Politiker
- Jānis Kalniņš (1904–2000), Komponist
- Johannes Reinhold Schultz (1905–1941), deutsch-baltischer Theologe
- Lili Kaelas (1919–2007), estnisch-schwedische Prähistorikerin
- Mart Port (1922–2012), Architekt
- Valter Ojakäär (1923–2016), Komponist, Musikjournalist und Musiker
- Ivar Grünthal (1924–1996), Dichter
- Aleksander Loit (1925–2021), schwedischer Historiker estnischer Abstammung
- Els Oksaar (1926–2015), Linguistin
- Andrea von Ramm (1928–1999), Mezzosopranistin
- Jüri Kukk (1940–1981), Chemiker, Hochschullehrer und sowjetischer Dissident
- Jaan Talts (* 1944), Gewichtheber
- Aksel Treimann (1944–2012), Unternehmer
- Rein Veidemann (* 1946), Literaturwissenschaftler und Schriftsteller
- Mart Helme (* 1949), Historiker, Diplomat und Politiker, Innenminister Estlands
- Aadu Must (1951–2023), Historiker und Politiker (EK)
- Rait Maruste (* 1953), Jurist und Politiker
- Jüri Mõis (* 1956), Unternehmer und Politiker
- Jüri Tamm (1957–2021), Hammerwerfer und Politiker
- Hardi Volmer (* 1957), Filmemacher, Regisseur, Sänger und Politiker
- Karl Pajusalu (* 1963), Sprachwissenschaftler
- Andrus Veerpalu (* 1971), Skilangläufer
- Sergei Hohlov-Simson (* 1972), Fußballspieler
- Marek Lemsalu (* 1972), Fußballspieler
- Tõnis Kasemets (* 1974), Autorennfahrer
- Indrek Zelinski (* 1974), Fußballspieler
- Sergei Terehhov (* 1975), Fußballspieler
- Kaido Külaots (* 1976), Schachgroßmeister
- Tambet Tuisk (* 1976), Schauspieler
- Teet Allas (* 1977), Fußballspieler
- Raio Piiroja (* 1979), Fußballspieler
- Heleri Saar (* 1979), Fußballspielerin
- Taavi Rähn (* 1981), Fußballspieler
- Kristjan Kangur (* 1982), Basketballspieler
- Karl Palatu (* 1982), Fußballspieler
- Aliis Allas (* 1983), Squashspielerin
- Roman Fosti (* 1983), Leichtathlet
- Kaire Palmaru (* 1984), Fußballspielerin
- Tanel Melts (* 1988), Fußballspieler
- Sergei Mošnikov (* 1988), Fußballspieler
- Berle Brant (* 1989), Fußballspielerin
- Rauno Alliku (* 1990), Fußballspieler
- Jaak-Heinrich Jagor (* 1990), Hürdenläufer
- Laura Vana (* 1990), Badmintonspielerin
- Triinu Esken (* 1992), Fußballspielerin
- Alisson Kruusmaa (* 1992), Komponistin
- Liis Lemsalu (* 1992), Sängerin
- Grete Ojala (* 1994), Fußballspielerin
- Rahel Talts (* 1996), Jazzmusikerin
- Rasmus Roosleht (* 2002), Zehnkämpfer